# Josef Lauter
Josef Lauter (* 4. August 1936 in Mönchengladbach) ist ein deutscher Mathematiker, Pädagoge und Hochschullehrer.

## Leben
Lauter studierte von 1956 bis 1961 an der RWTH Aachen Mathematik und Physik. Er wurde 1966 an der Universität Bonn mit der Dissertation Untersuchungen zur Sprache von Kants „Kritik der reinen Vernunft“ zum Dr. phil. promoviert. Von 1967 an war er Wissenschaftlicher Assistent an der RWTH Aachen, 1967 hatte er einen Lehrauftrag für Kybernetik und Informationstheorie an der PH Rheinland inne. 1968 wurde er Dozent an der Pädagogischen Hochschule Schwäbisch Gmünd. 1970 erfolgte dort die Ernennung zum Professor für Didaktik der Mathematik, zudem war er an der Hochschule ab 1972 Studienleiter und von 1976 bis 1978 Rektor. Außerdem war er von 1990 bis 1994 Leiter der Seniorenhochschule der PH. 1999 wechselte Lauter in den Ruhestand.
Die PH Schwäbisch Gmünd ernannte Lauter, der Vorsitzender des Vereins Freunde der Pädagogischen Hochschule war, für seine Verdienste zum Ehrenbürger.

## Publikationen (Auswahl)
- Fundament der Grundschulmathematik: pädagogisch-didaktische Aspekte des Mathematikunterrichts in der Grundschule. 	Donauwörth 1. Aufl. 1991; 4. Aufl. 2005: Auer. ISBN 3-403-02109-2
- Methodik der Grundschulmathematik. Donauwörth 1. Aufl. 1979; 8. Aufl. 2001: Auer. ISBN 3-403-01029-5.
- Mathematik mit Steckwürfel-Cubimat: Anwendungsmöglichkeiten in der Grundschule. München 1972: Lehrmittelanstalt Köster.
- Untersuchungen zur Sprache von Kants "Kritik der reinen Vernunft". Köln, Opladen 1966: Westdeutscher Verlag.